# 雙橫線合位節蜱
雙橫線合位節蜱（学名：[Cosella ditransversus] 错误：{{Lang}}：文本有斜体标记（帮助））为節蜱科合位節蜱屬下的一个种。